# Phthoropoea
Phthoropoea is een geslacht van vlinders van de familie echte motten (Tineidae).

## Soorten
- P. carpella Walsingham, 1896
- P. chalcomochla Agassiz, 2011
- P. halogramma (Meyrick, 1927)
- P. oenochares (Meyrick, 1920)
- P. pycnosaris (Meyrick, 1932)